# Српска странка Крајине и Посавине
Српска странка Крајине и Посавине основана је 1996. у Бањој Луци. Оснивачи су Предраг Лазаревић и Ђорђе Умићевић. Од 2000. носи назив Српска странка Републике Српске. Ова странка престала је да постоји 2009. када се чланство колективно придружило СДС.
Странка је избрисана из судског регистра 2015. године.

## Резултати
Странка је на Општим изборима 1996. освојила једно посланичко мјесто за II сазив Народне Скупштине. На Локалним изборима 1997. за Скупштину Општине Бања Лука странка је освојила 17.112 гласова или 15,3%. Заједно са Демократско-патриотском странком, Српском патриотском странком и Социјалистичком партијом РС конституисали су власт у Бањој Луци. За предсједника Скупштине општине Бања Лука је изабран Ђорђе Умићевић. Одлуком Високог представника од 29. новебра 1999. Ђорђе Умићевић је смијењен са дужности. Наведеном Одлуком такође је забрањено Умићевићу обављање било које извршне дужности на било ком нивоу. Оваква одлука правдала се "не спровођењем Дејтонског споразума". На општим изборима 1998. странка је била дио Српске коалиције за Републику Српску.
| Избори | гласова | %   | посланика | Влада     |
| ------ | ------- | --- | --------- | --------- |
| 1996   | 17.381  | 1,6 | 1/83      | опозиција |

## Познати чланови
- проф. др Александар Илишковић
- Ненад Стевандић
- Љубомир Пувачић, предсједник Градског одбора Бања Лука
- Петар Вукелић[6]